# The Muppets
Los Muppets (en inglés: The Muppets; originalmente en España Los Teleñecos hasta 2011) es una franquicia de medios estadounidense centrado en un grupo de títeres creados por la compañía del estadounidense Jim Henson en 1955. Alcanzaron la fama internacional en un programa de televisión, que se mantuvo en antena durante muchos años.
The Muppets se distinguen de los muñecos de ventrílocuo, que normalmente solo pueden mover la cabeza y la cara, en que sus brazos y otras extremidades son también móviles y expresivas. En un espectáculo en vivo de marionetas en el que el marionetista normalmente permanece «invisible» u oculto detrás del teatro de marionetas. El hecho de dejar simplemente a los marionetistas fuera del campo visual de la cámara fue una innovación. Anteriormente, en televisión, generalmente había un teatro de marionetas que escondía a los marionetistas, como en una representación en vivo. Kermit the Frog (anteriormente llamado Rana René en Hispanoamérica y Rana Gustavo en España) es uno de los grandes personajes de la franquicia, siendo la mascota que la simboliza. Las producciones de The Muppets han sido nominadas a los Premios Emmy en varias ocasiones.
En el año 2004, The Walt Disney Company se hizo con los derechos de los personajes, comenzando a explotarlos en diversos medios: publicidad, parques de atracciones, etcétera, llegando incluso a plantearse nuevos proyectos cinematográficos de primer nivel.

## Manejo
El titiritero normalmente sujeta la marioneta por encima de su cabeza o frente a su cuerpo, con una mano (principalmente la derecha) opera la cabeza y la boca, y con la otra las manos y brazos, ya sea con dos alambres rígidos o con guantes y mangas especiales. Una consecuencia de este diseño es que la mayoría de Muppets son zurdos dado que el titiritero usa su mano derecha para operar la cabeza mientras que opera los brazos con su mano izquierda. Existen otros diseños comunes y formas de operarlos. En algunos Muppets, varios titiriteros controlan un solo personaje; el artista que controla la boca normalmente provee la voz para el personaje. medios para operar marionetas para cine y televisión, incluyendo el uso de hilos colgados, motores internos, control remoto, suplentes en trajes, usos de pantalla azul y verde e imágenes manipuladas por computadora. El uso creativo de una mezcla de técnicas han permitido crear escenas en las que los Muppets aparentan montar una bicicleta, remar en un bote e incluso bailar.

## Personajes

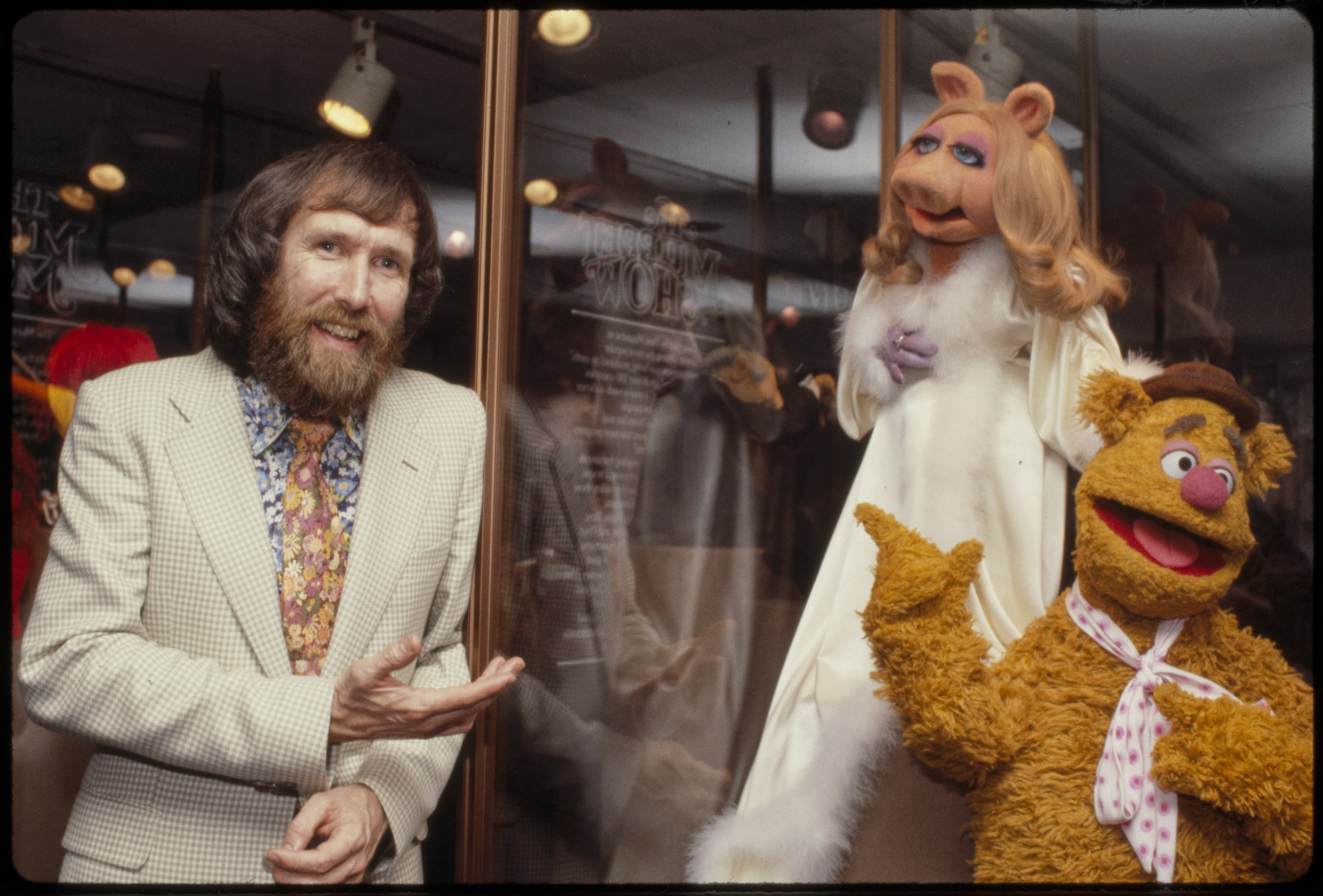
Jim Henson con Miss Piggy y Fozzie el oso en 1979

Además de Kermit, algunos de los Muppets más famosos son: Miss Piggy, Fozzie el oso, El cocinero sueco, Gonzo, Rowlf el perro, Animal, Rizzo la rata, entre otros. La rana Kermit además de ser el más famoso dentro del mundo de The Muppets, también se podía ver en varias ocasiones, en sus comienzos, en el famoso programa infantil Sesame Street, también con personajes y creaciones de Jim Henson.
La popularidad de The Muppets creció tanto que han hecho apariciones en películas (independientes de la filmografía propia) como Rocky III, y han sido entrevistados en programas de alta audiencia en los Estados Unidos como Larry King Live o The Tonight Show.
El programa original de televisión, llamado The Muppet Show (El Show de los Muppets en Hispanoamérica; El show de los Teleñecos en España) fue producido en el Reino Unido, transmitido en los Estados Unidos de 1976 a 1981 y distribuido por Henson International Television. Además tuvo gran éxito también en Hispanoamérica y Europa. Esta serie en un principio iba a ser dirigida al público adulto pero por su atracción a los niños fue dirigida al público infantil y juvenil. A su vez, se realizó una serie de dibujos animados con estos personajes, llamada Muppet Babies (Los Pequeñecos en España), que representaba a varios personajes de la serie original como infantes. A mediados de los noventa, el espacio volvería bajo el nombre Muppets Tonight, con todo el elenco original y algunas adiciones.
Tanto el nombre de los programas como el de los personajes varían entre Hispanoamérica (donde se emitió de manera casi simultánea a las transmisiones estadounidenses con doblaje mexicano) y España.
Después de varios intentos fallidos, The Walt Disney Company compró la franquicia de The Muppets en 2004 hasta la presente con Imagine Entertainment por las películas clásicos de los años 70 a los 90 y el tributo de Jim Henson.
Aunque los personajes son altamente reconocidos, la fama y popularidad de los Muppets fue disminuyendo durante la década de 2000. Walt Disney Pictures relanzó a estos personajes nuevamente a la fama con la película Los Muppets (2011) dirigida por James Bobin. Dentro de la misma cinta se trata el tema con una parte realista, donde «la gente ya ha olvidado a los Muppets... ya no se llevan... han pasado de moda», y todos los personajes de los Muppets unen sus fuerzas para volver a estar en los más alto. Tras esta película, Los Muppets tuvo en 2014 una secuela titulada Muppets Most Wanted.

## Series de televisión y aparición en otros medios

### Series de televisión
- Sam and Friends (1955- 1961)
- The Muppet Show (1976-1981) (distribuida por HiT Entertainment)
- Muppet Babies (1984-1991) (coproducida por Marvel Productions e ilustración por Toei Animation)
- The Jim Henson Hour (1989)
- Muppet Classic Theater (1994)
- Muppets Tonight (1996-1998)
- The Muppets (2015-2016)
- Muppet Babies (2018- presente)
- Muppets Now (2020)

### Especiales para televisión
- Hey Cinderella! (1969)
- The Frog Prince (1971)
- The Muppet Musicians of Bremen (1972)
- The Muppets Valentine Show (1974) - primer piloto de The Muppet Show
- The Muppet Show: Sex and Violence (1975) - segundo piloto de The Muppet Show
- Emmet Otter's Jug-Band Christmas (1977)
- The Muppets Go Hollywood (1979)
- John Denver & the Muppets: A Christmas Together (1979)
- Here Come the Puppets! (1980)

- The Muppets Go to the Movies (1981)
- The Fantastic Miss Piggy Show (1982)
- The Muppets: A Celebration of 30 years (1986)
- The Tale of the Bunny Picnic (1986)
- The Christmas Toy (1986)
- A Muppet Family Christmas (1987)
- The Muppets at Walt Disney World (1990)
- The Muppets Celebrate Jim Henson (1990)
- Mr. Willowby's Christmas Tree (1995)
- Studio DC Hosted by Dylan and Cole Sprouse (2008)
- Studio DC Hosted by Selena Gomez (2008)
- A Muppets Christmas: Letters to Santa (2008)
- Lady Gaga and the Muppets Holiday Spectacular (2013)
- Muppets Haunted Mansion (2021)

### Adaptaciones cinematográficas
- The Muppet Movie (1979)
- The Great Muppet Caper (1981)
- The Muppets Take Manhattan (1984)
- Muppet*Vision 3D (1991) - atracción turística de Disney's Hollywood Studios
- The Muppet Christmas Carol (1992)
- Muppet Treasure Island (1996)
- Muppets from Space (1999)
- The Muppets (2011)
- Muppets Most Wanted (2014)

### Películas para televisión
- It's a Very Merry Muppet Christmas Movie (2002)
- Kermit's Swamp Years (2002)
- The Muppets' Wizard of Oz (2005)

### Apariciones como invitados especiales
- The Ed Sullivan Show (1966-1971)
- The Tonight Show starring Johnny Carson (1979) (Conductor invitado: Kermit The Frog)
- Toma 2 con Phineas y Ferb (Invitada: Miss Piggy)
- So Random! (Invitada: Miss Piggy)
- ¡Buena suerte, Charlie! (Invitados algunos personajes)
- Saturday Night Live (2011)
- Monday Night Raw (WWE). El 31 de octubre del 2011 fueron invitados al programa para promocionar su película.

## Cambios de nombres en español

### Los MuppetscontraLos Teleñecos
En España, como en otras regiones, Disney cambió el nombre original en el país, en este caso Los Teleñecos (una combinación entre la palabra "televisión" y "muñecos"), por el nombre del idioma original, Los Muppets, causando un revuelo en los fanes que estaban acostumbrados al nombre anterior.

### Nombres de los personajes en Hispanoamérica
Tras la película Los Muppets (2011) los nombres de los personajes se cambiaron a su nombre original en toda Hispanoamérica, siendo el ejemplo más famoso el cambio de la Rana René a Kermit la Rana.
El nombre de Kermit La Rana fue cambiado en el doblaje de El Show de Los Muppets en su primer episodio para darle originalidad como a los otros personajes. Según una historia ficticia inventada por Kermit, él se dejó el nombre de René debido a que en su visita a México "accidentalmente" lo nombraron René y ya que él no quería ser descortés, pero luego Miss Piggy lo interrumpe y le dice que la verdadera historia fue que él fue a unas vacaciones de lujo en México y no quería que ella lo supiera. Al final le dice que su nombre de ahora en adelante será Kermit haciendo que él esté de acuerdo.
El nombre de otros personajes como Figaredo (Fozzie), Siriaco (Scooter) y Señorita Peggy (Miss Piggy) fue debido al doblaje y no se les puso una explicación ficticia. Aunque el oso Figaredo ya había aparecido como Fozzie en la serie animada de Muppets Babies (Los Pequeños Muppets).

## Canciones

### Canciones originales
- The Muppet Show Theme
- The Rainbow Connection
- Pictures In My Head
- Together Again
- We're Doing a Sequel
- Man or Muppet (ganadora del Óscar a mejor canción original en 2012)
- Es una Secuela el musical
- (I've Had) The Time of My Life de Bill Medley y Jennifer Warnes

### Muppets: The Green Album
Además de películas, The Muppets han sacado varios álbumes como Muppets: The Green Album, donde la canción principal, «Muppet Show Theme Song» la tocó la banda OK Go.